# Tiurida
Tiurida è il quinto album in studio della one-man-band tedesca Falkenbach. È uscito nel gennaio 2011 sotto etichetta Napalm Records (che Falkenbach lascerà nella produzione dell'album successivo quando firmerà per la tedesca Prophecy Production). La versione deluxe limited edition contiene un pendente con il logo di Falkenbach, la versione in vinile invece è stata prodotta in tre diversi colori (nera, dorata e bianca) ciascuna con un diverso artwork.

## Tracce
1. Intro – 1:38
2. ...Where His Ravens Fly... – 7:24
3. Time Between Dog and Wolf – 6:01
4. Tanfana – 5:31
5. Runes Shall You Know – 5:59
6. In Flames – 7:53
7. Sunnavend – 5:51
8. Asaland[1] (bonus track) – 4:03